# Trismegistia strangei
Trismegistia strangei là một loài Rêu trong họ Sematophyllaceae. Loài này được (Mitt. & F. Muell.) Broth. miêu tả khoa học đầu tiên năm 1908.